# 붉은 달 푸른 해
《붉은 달 푸른 해》는 2018년 11월 21일부터 2019년 1월 16일까지 방영된 MBC 수목 미니시리즈이다.

## 줄거리
의문의 아이, 의문의 사건과 마주한 한 여자가 시(詩)를 단서로 진실을 추적하는 미스터리 스릴러.

## 등장 인물

### 주요 인물
- 김선아 : 차우경(30대) 역 (아역 함나영, 김소연) - 한울센터 아동 상담사
- 이이경 : 강지헌(30대) 역 - 강력계 형사 (경위)
- 남규리 : 전수영(20대) 역 - 강력계 형사. 감정이 드러나지 않는 의문의 인물
- 차학연 : 이은호(20대) 역 - 한울센터 시설관리실 근무

### 우경의 가족
- 나영희 : 허진옥(50대) 역 - 우경의 어머니
- 오혜원 : 차세경(30대) 역 (아역 채유리) - 우경의 동생
- 김영재 : 김민석(30대) 역 - IT업체 부대표. 우경의 남편
- 주예림 : 김은서 역 - 우경과 민석의 딸

### 지헌의 주변 인물
- 연제형 : 권찬욱(20대) 역 - 정보과 근무, 경찰 (경사)
- 박수영 : 홍기태(40대) 역 - 강력계 팀장 (경감), 지헌의 상사
- 하은수 : 이연주(30대) 역 - 민석의 내연녀

### 한울센터
- 김법래 : 송호민(40대) 역 - 한울센터 원장
- 김강훈 : 한시완(10세) 역 - 우경의 상담 아동
- 강말금 : 시완의 어머니(30대 후반) 역
- 주석태 : 윤태주(30대) 역 - 정신과 의사. 한울센터 자문위원. 心클리닉 원장. 차우경의 선배
- 문창길 : 송재학(70대) 역 - 한울센터 초대 원장

### 그 외 인물
- 문예원 : 최미선 역 - 석우의 친모
- 김여진 : 김동숙 역 - 안석원의 아내
- 이화룡 : 부검의 역
- 채유리 : 의문의 아이 역
- 김승한 : 정석우 역 - 차우경의 차에 치여 죽은 아이
- 최나린
- 하주희 : 박지혜 역 - 김한솔 치사사건의 공범, 김한솔의 어머니. 김해동의 부인
- 민구경 : 박용태 역
- 송하림 : 김해동 역 - 김한솔을 죽인 범인. 김한솔의 아버지. 박지혜의 남편
- 김지성 : 경찰 역
- 신지연
- 오정원 : 박지혜가 출소할 때 시위에 참석한 꽃집 주인 역
- 장서경 : 이혜선 역 - 고하나의 어머니
- 강충훈
- 정난희
- 최유송 : 민하정 역 - 이빛나의 어머니
- 유은미 : 이빛나 역 - 민하정의 딸
- 최요운
- 유준아
- 김나인
- 유병선
- 지연
- 용경빈 : 박지혜가 시신으로 발견된 소식을 전하는 뉴스 앵커 역
- 오수현
- 박유밀
- 신희철 : 이준모 역 - 형사
- 이혜라
- 박진영
- 배유리
- 오승찬 : 기자 역
- 차민혁
- 박건락 : 변호사 역
- 이태윤
- 원종선
- 황인준
- 김지은 : 민주 역
- 송경화 : 차세경의 간병인 역
- 서혜진
- 박익준
- 서재희
- 임호준
- 이재은
- 백현진 : 고성환 역 - 개장수. 하나 아빠
- 이해온 : 하나 역 - 이혜선의 딸
- 변성빈 : 세진 역
- 서이수 : 희수 역 - 석우의 동생
- 이한서 : 소라 역 - 동숙의 딸
- 민서영 : 어린 영선 역
- 박서경 : 어린 정림 역
- 이윤상 : 한울센터 이사 역
- 서광재 : 차세경의 의사 역
- 나석민 : 경찰 역
- 김모범
- 신우겸 : 수영 오빠 역

## 시청률
최저 시청률과 최고 시청률은 시청률 조사회사와 지역별로 시청률에 차이가 있을 수 있습니다.
| 2018년 | 2018년    | 2018년                | 2018년         | 2018년         | 2018년       |
| 회차   | 방송일    | 부제 (서브 타이틀)    | TNmS 시청률    | AGB 시청률     | AGB 시청률   |
| 회차   | 방송일    | 부제 (서브 타이틀)    | 대한민국(전국) | 대한민국(전국) | 서울(수도권) |
| ------ | --------- | --------------------- | -------------- | -------------- | ------------ |
| 제1회  | 11월 21일 | 보리밭에 달뜨면       | 5.4%           | 5.2%           | 5.3%         |
| 제2회  | 11월 21일 | 보리밭에 달뜨면       | 6.2%           | 5.4%           | 5.4%         |
| 제3회  | 11월 22일 | 녹색 옷을 입은 소녀   | 4.8%           | 4.7%           | 5.6%         |
| 제4회  | 11월 22일 | 녹색 옷을 입은 소녀   | 5.7%           | 5.5%           | 5.9%         |
| 제5회  | 11월 28일 | 죽음과 시             | 4.1%           | 3.8%           | %            |
| 제6회  | 11월 28일 | 죽음과 시             | 5.0%           | 4.7%           | %            |
| 제7회  | 11월 29일 | 미라 여인의 비밀      | %              | 3.9%           | 4.0%         |
| 제8회  | 11월 29일 | 미라 여인의 비밀      | %              | 4.7%           | 4.8%         |
| 제9회  | 12월 5일  | 목격자                | 4.1%           | 4.6%           | 4.4%         |
| 제10회 | 12월 5일  | 목격자                | 5.2%           | 5.5%           | 5.4%         |
| 제11회 | 12월 6일  | 살인의 이유           | %              | 5.0%           | 4.9%         |
| 제12회 | 12월 6일  | 살인의 이유           | %              | 6.0%           | 6.0%         |
| 제13회 | 12월 12일 | 붉은 울음             | %              | 3.9%           | 3.9%         |
| 제14회 | 12월 12일 | 붉은 울음             | %              | 5.2%           | 5.4%         |
| 제15회 | 12월 13일 | 같은 생각             | 3.6%           | 4.3%           | 4.6%         |
| 제16회 | 12월 13일 | 같은 생각             | 4.0%           | 4.8%           | 5.1%         |
| 제17회 | 12월 20일 | 숨은 얼굴 찾기        | 3.1%           | 3.6%           | 4.2%         |
| 제18회 | 12월 20일 | 숨은 얼굴 찾기        | 3.5%           | 4.7%           | 5.4%         |
| 제19회 | 12월 26일 | 말할 수 없는 비밀     | 2.9%           | 4.0%           | 4.4%         |
| 제20회 | 12월 26일 | 말할 수 없는 비밀     | 3.2%           | 4.9%           | 5.3%         |
| 제21회 | 12월 27일 | 착한 사람 얼굴        | 3.7%           | 4.6%           | 5.5%         |
| 제22회 | 12월 27일 | 착한 사람 얼굴        | 3.9%           | 4.8%           | 5.7%         |
| 2019년 |           |                       |                |                |              |
| 제23회 | 1월 2일   | 범인                  | 3.6%           | 4.5%           | 5.1%         |
| 제24회 | 1월 2일   | 범인                  | 3.9%           | 5.1%           | 5.7%         |
| 제25회 | 1월 3일   | 기억하지 말아야 할 것 | %              | 4.6%           | 5.3%         |
| 제26회 | 1월 3일   | 기억하지 말아야 할 것 | %              | 5.4%           | 6.2%         |
| 제27회 | 1월 9일   | 끝나지 않은           | 3.4%           | 4.4%           | 4.7%         |
| 제28회 | 1월 9일   | 끝나지 않은           | 3.9%           | 4.7%           | 5.0%         |
| 제29회 | 1월 10일  | 내 동생               | %              | 4.1%           | 4.3%         |
| 제30회 | 1월 10일  | 내 동생               | %              | 5.2%           | 5.6%         |
| 제31회 | 1월 16일  | 붉은 달 푸른 해       | %              | 4.8%           | 5.7%         |
| 제32회 | 1월 16일  | 붉은 달 푸른 해       | %              | 5.3%           | 6.2%         |

## 결방 사유
- 2018년 12월 19일 : <붉은 달 푸른 해 한번에 몰아보기> 편성으로 인해 결방

## 동시간대 드라마
- KBS 수목드라마

《죽어도 좋아》 (2018년 11월 7일 ~ 2018년 12월 27일)
《왜그래 풍상씨》 (2019년 1월 9일 ~ 2019년 3월 14일)
- SBS 수목드라마

《황후의 품격》 (2018년 11월 21일 ~ 2019년 2월 21일)

## 같이 보기
- 2018년 대한민국의 텔레비전 드라마 목록
- 대한민국의 텔레비전 드라마 목록 (ㅂ)